# Megachile kununurrensis
Megachile kununurrensis är en biart som först beskrevs av King 1994.  Megachile kununurrensis ingår i släktet tapetserarbin, och familjen buksamlarbin. Inga underarter finns listade i Catalogue of Life.